# Hanna Yablonska
Hanna Hryhorivna Mashutina (ucraïnès: Га́нна Григо́рівна Машу́тіна ; 20 de juliol de 1981 - 24 de gener de 2011), coneguda sota els seus pseudònims Anna Yablonskaya (rus: А́нна Ябло́нская) o Hanna Yablonska (ucraïnès: Га́нна Ябло́нська), va ser una dramaturga i poeta ucraïnesa, i una de les víctimes de l'atemptat de l'aeroport internacional de Domodedovo el 2011.

## Perfil
Yablonska va néixer a Odessa, URSS d'Ucraïna (ara Ucraïna). Sota el pseudònim Anna Yablonskaya (rus: Анна Яблонская) va publicar més d'una dotzena de guions de teatre en rus. Molts d'ells es van posar en escena en llocs de Rússia, en particular, a Sant Petersburg. Des de 2004 Yablonska va rebre diversos premis en diferents esdeveniments literaris i dramàtics a Rússia (Moscou, Iekaterinburg) i Belarús (Minsk). També va escriure una sèrie de poemes lírics.
El 24 de gener de 2011, Yablonska va arribar a l'aeroport internacional de Domodedovo a Moscou en un vol des d'Odessa, Ucraïna, per assistir a la cerimònia de presentació com un dels guanyadors 2010 del premi establert per la revista Cinema Art. Posteriorment va ser assassinada per un suïcida o un artefacte explosiu improvisat detonat a la zona internacional de recollida d'equipatges.